# Historia de Sajonia-Anhalt
La historia de Sajonia-Anhalt comenzó con la Sajonia antigua, que fue conquistada por Carlomagno en 804 y transformada en el ducado de Sajonia dentro del Imperio carolingio. Sajonia pasó a convertirse en uno de los llamados ducados raíz del reino de Alemania y posteriormente del Sacro Imperio Romano Germánico que se formó a partir de la partición oriental del Imperio carolingio. El ducado creció para convertirse en un poderoso estado dentro del imperio, gobernando sobre gran parte de lo que hoy es el norte de Alemania, pero siguiendo conflictos con el emperador fue dividido en numerosos estados menores alrededor del final del siglo XII.
El título ducal y la dignidad electoral pasaron al ascanio Bernardo de Anhalt, pero el título solo vino con unas pequeñas partes menores del anterior territorio. Después de su muerte en 1212 sus posesiones fueron divididas entre sus hijos: Enrique estableció Anhalt como condado, mientras Alberto I asumió el título ducal y el resto de las posesiones.
Anhalt fue elevado a un principado en 1218 pero fue dividido en 1252 entre los hijos de Enrique, formando Anhalt-Aschersleben, Anhalt-Bernburg y Anhalt-Zerbst. A lo largo de los siglos, tuvieron lugar numerosas divisiones adicionales y reunificaciones del territorio histórico de Anhalt, dando como resultado la creación de Anhalt-Köthen, Anhalt-Dessau, Anhalt-Pless y Anhalt-Plötzkau, así como la recreación de varias de las divisiones; después de 1252 Anhalt fue solo gobernado por una sola entidad entre 1570 y 1603.
Mientras tanto, después de la muerte de Alberto I en 1260, el ducado de Sajonia fue gobernado conjuntamente con sus hijos Juan I y Alberto II, y posteriormente también por los hijos de Juan I. Sin embargo, la separación geográfica de los territorios —Wittenberg, Lauemburgo y Hadeln— les llevó a ser administrados cada vez más de una manera separada. En 1296 el ducado fue oficialmente separado en dos ducados separados: los hijos de Juan se convirtieron en gobernantes de Sajonia-Lauemburgo (que también incluían el exclave de Hadeln) mientras Alberto II se convirtió en gobernante de Sajonia-Witemberg. Además del ducado, Alberto había adquirido el condado de Gommern en 1295 y en 1290 su hijo u heredero Rodolfo había sido enfeudado con las tierras del anterior condado de Brehna en la frontera meridional de Witemberg. El estatus de la dignidad electoral la pretendieron ambas partes hasta que fue oficialmente adjudicada a Sajonia-Witemberg por la Bula de Oro de 1356, después de lo cual pasó a ser conocido como el electorado de Sajonia. En 1423 el electorado fue heredado por el Wettin Federico I, quien era también el margrave de Misnia y landgrave de Turingia. Puesto que el de príncipe elector era un rango superior al de landgrave o margrave todo el territorio de Federico pasó a ser conocido como el electorado de Sajonia; las tierras alrededor de Witemberg, Brehna y Gommern pasó a ser conocido como el Kurkreis o "Círculo".
Después de la disolución del Sacro Imperio Romano Germánico en 1806, el resto de las divisiones de Anhalt —Bernburg, Dessau y Köthen— fueron elevados a ducados por Napoleón mientras que el electorado de Sajonia pasó a ser un reino; todos formaron parte de la Confederación del Rin de Napoleón hasta 1813.
En 1813 el reino de Prusia ocupó amplias zonas del territorio de Sajonia en la batalla de Leipzig, incluyendo el Círculo electoral (que había sido rebautizado como "Círculo de Witemberg" en 1807); en mayo de 1815 se firmó un tratado en el que Sajonia cedió este territorio a Prusia. En junio de 1815 todos pasaron a ser parte de la Confederación Alemana. En 1816 Prusia reorganizó el territorio anexionado, lo fundió con el anterior ducado de Magdeburgo, Principado de Halberstadt, Principado de Erfurt, el Eichsfeld, y las anteriores ciudades imperiales de Mühlhausen y Nordhausen junto con el Altmark y otras partes de Brandeburgo al oeste del Elba hasta la provincia de Sajonia.
En 1863 los ducados Anhalt fueron finalmente reunidos para formar el ducado de Anhalt. El ducado se convierte en parte de la Confederación Alemana del Norte liderada por los prusianos en 1867 y finalmente el Imperio alemán en 1871.
Después de la derrota de Alemania en la Primera Guerra Mundial Anhalt se convirtió en el Estado Libre de Anhalt mientras la provincia de Sajonia continuó como constituyente del Estado Libre de Prusia (ambos dentro de la República de Weimar). Durante el gobierno nazi todas las subdivisiones previas, incluido Anhalt y la provincia de Sajonia, de facto dejó de existir cuando fue reemplazado con los Gaue en 1934.
Después de la Segunda Guerra Mundial lo que había sido Anhalt y la provincia de Sajonia formaron la base del estado de Sajonia-Anhalt en la administración soviética. Junto con los otros estados de Alemania del Este, Sajonia-Anhalt fue disuelta en 1952 y reemplazó con varios distritos (Bezirke); Sajonia-Anhalt aproximadamente correspondiente con los anteriores distritos de Magdeburgo y Halle. Sin embargo, los estados, incluyendo Sajonia-Anhalt, regresaron en la reunificación alemana en 1990, aunque con diferentes fronteras que los estados alemanes del este originales.

## Ducado raíz de Sajonia (804-1296)

Sajonia (rojo) dentro del reino de Alemania alrededor de principios del.

Después de las tres décadas de guerra de la conquista de Sajonia por Carlomagno  (772–804), sus tierras quedaron incorporadas al imperio carolingio, y a finales del siglo IX se convirtieron en el primer ducado de Sajonia. Comprendía casi todo el territorio entre los ríos Elba y Saale, al este, y el Rin, al oeste; limitaba con Franconia y Turingia en el sur. El ducado fue dividido en cuatro: Westfalia, Angria, Ostfalia y Nordalbingien, quedando la moderna Sajonia-Anhalt en su mayor parte quedando dentro de Ostfalia. El duque Enrique I (Enrique el Pajarero) de Sajonia fue elegido rey de Alemania en 919, y su hijo, el emperador Otón I, entregó (961) Sajonia a Herman Billung (m. 973), un noble sajón, cuyos descendientes retuvieron el ducado hasta la extinción de la línea masculina en 1106. Lotario de Suplimburgo se lo dio a su yerno güelfo, Enrique el Orgulloso, quien era ya duque de Baviera.

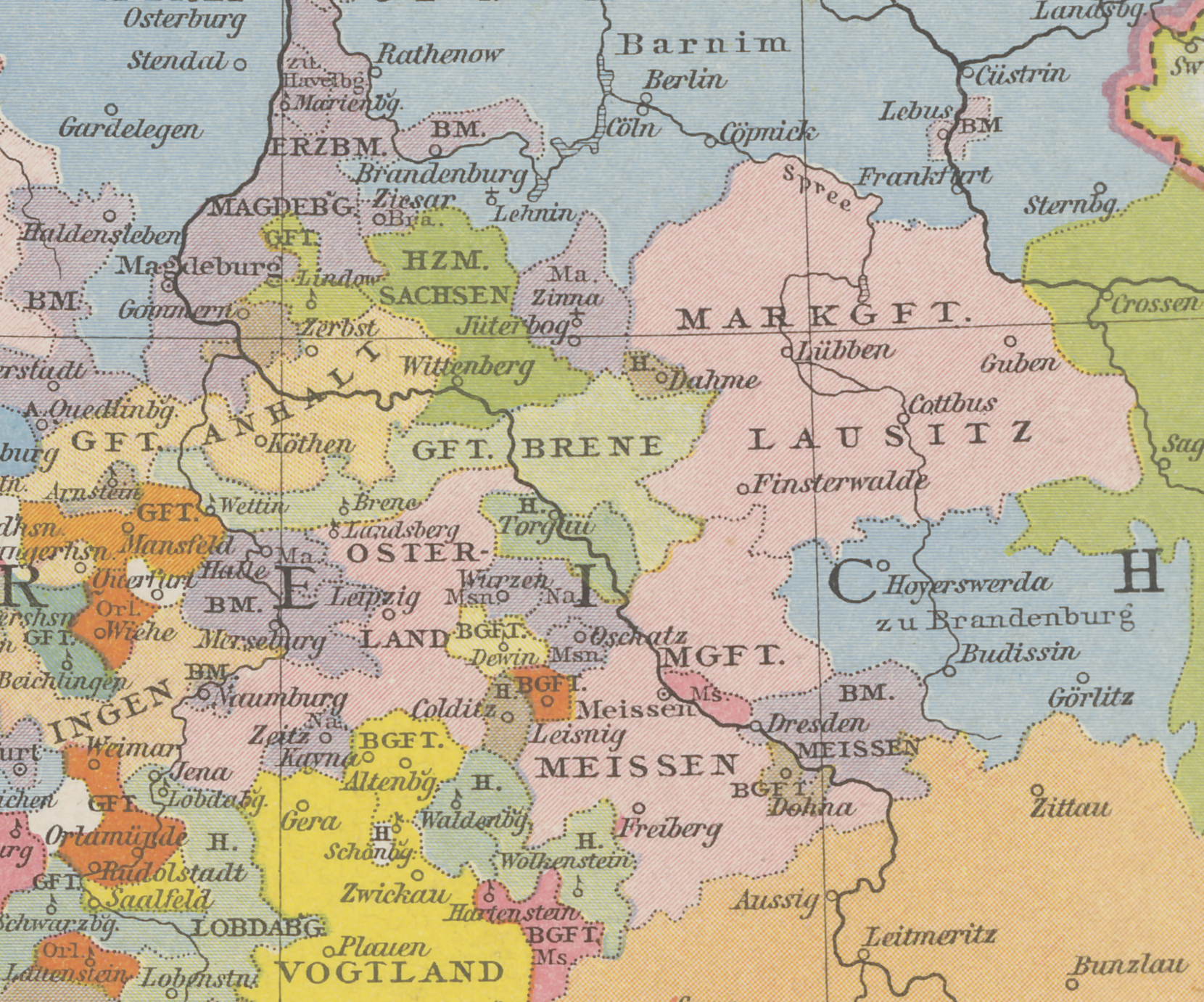
Anhalt (Gft. Anhalt, naranja) y las tierras de Witemberg del ducado de Sajonia (Hzm. Sachsen, verde oscuro) alrededor de la mitad del.

En 1142 el ducado pasó a Enrique el León, hijo de Enrique el Orgulloso. La lucha entre Enrique el León y el emperador Federico I acabó con la pérdida de Enrique de todos sus feudos en 1180. El ducado raíz se rompió en numerosos feudos. Los herederos güelfos de Enrique el León conservaron solo las tierras alodiales, el ducado de Brunswick. El título ducal de Sajonia fue a Bernardo de Anhalt, un hijo joven de Alberto el Oso de Brandeburgo y fundó la línea de duques sajones de Ascania. Aparte de Anhalt, Bernardo recibió Lauemburgo y el país alrededor de Witemberg, en el Elba. Estos territorios muy separados continuaron después de 1260 bajo ramas separadas de los Ascanios como Sajonia-Lauemburgo y Sajonia-Witemberg.

## Electorado y reino de Sajonia (1356-1806)
La Bula de Oro de 1356 elevó el duque de Sajonia-Witemberg al rango permanente del elector, con el derecho a participar en la elección del Sacro Imperio Romano. La Sajonia electoral, como su territorio se llamaba, fue una zona relativamente pequeña a lo largo del Elba medio. Al sur de la Sajonia Electoral se extendía el margraviato de Meissen, gobernado por la crecientemente poderosa casa de Wettin. Los margraves de Meissen adquirieron (siglos XIII-XIV) las partes más grandes de Turingia y de Baja Lusacia y los territorios intermedios, y en 1423 el margrave Federico el Belicoso añadió la Sajonia Electoral y se convirtió en 1425 en el elector Federico I. Así, Sajonia pasó a la Alemania central y oriental partiendo de la Alemania noroeste.
En 1485 las tierras de la casa de Wettin fueron divididas entre dos de los hijos del elector Federico II; la división pasó a ser permanente. Ernesto, fundador de la rama ernestina de Wettin, recibió la Sajonia electoral con Wittenberg y la mayor parte de las tierras de Turingia. Alberto, fundador de la rama albertina, recibió rango ducal y los territorios de Meissen, incluyendo las ciudades de Dresde y Leipzig. El duque Mauricio de Sajonia, un nieto de Alberto y protestante, recibió el título electoral en el siglo XVI; permaneció en la rama albertina hasta la disolución (1806) del Sacro Imperio Romano Germánico.
La rivalidad entre Sajonia y Brandeburgo (después de 1701, reino de Prusia) fue un factor decisivo en la historia sajona posterior, como fue la elección (1697) de Augusto II (quien era Federico Augusto I como elector de Sajonia) como rey de Polonia; la elección llevó a una participación económica entre las declinantes Polonia y Sajonia, cuyo prestigio quedó a partir de entonces disminuido. En la guerra de sucesión austriaca, Sajonia se adhirió a lo que pasaría a convertirse en una oscilante política tradicional, cambiando de bando en medio del conflicto. La muerte (1763) de Augusto III terminó la unión con Polonia.
El período de gobierno sajón en Polonia marcó un tiempo de decadencia social pero de florecimiento cultural y artístico. Augusto II y Augusto III fueron lujosos mecenas de las artes y la educación y en gran medida embellecieron su capital, Dresde. Las universidades de Wittenberg y Leipzig habían sido desde hacía tiempo centros intelectuales, y el Leipzig del siglo XVIII vio el auge de la literatura alemana así como de la música, que alcanzó su primera cumbre con J.S. Bach.
Sajonia se puso del lado de Prusia contra Francia temprano en las guerras revolucionarias francesas, pero cambió de lado en 1806. Por este acto su elector fue alzado al rango real, convirtiéndose en rey Federico Augusto I. Su fracaso al cambiar de bando antes de la caída de Napoleón le costó (1815) casi la mitad del reino en el Congreso de Viena. El reino de Sajonia perdió la Baja Lusacia, parte de Alta Lusacia, y todo su territorio septentrional incluyendo Wittenberg y Merseburg que pasaron a Prusia. Le quedaban como principales ciudades Dresde, Leipzig, Chemnitz, y Plauen. La mayor parte de los territorios cedidos en 1815 fue incorporada con otros diversos distritos prusianos en la provincia de Sajonia prusiana, con Magdeburgo como capital. Ese territorio se unió después de 1945 con Anhalt para formar el estado de Sajonia-Anhalt y se convirtió en parte de la República Democrática Alemana (Alemania del Este) en 1949. Desde 1952 hasta 1990, Sajonia-Anhalt fue dividida en los distritos de Alemania del Este de Halle y Magdeburgo. En 1990, antes de la reunificación de Alemania, los distritos fueron reintegrados como un estado.

## Condes de Anhalt
Durante el siglo IX la mayor parte de Anhalt quedó incorporado en el ducado de Sajonia. En el siglo XII pasó al gobierno de Alberto el Oso, margrave de Brandeburgo. Alberto descendía de Alberto de Ballenstedt, cuyo hijo Esico (m. 1059 o 1060) parece haber sido el primero en llevar el título de conde de Anhalt. El nieto de Esico, Otón el Rico, conde de Ballenstedt, fue el padre de Alberto el Oso, que unió Anhalt con la marca de Brandeburgo. Cuando Alberto murió en 1170, su hijo Bernardo I, quien recibió el título de duque de Sajonia en 1180, se convirtió en el primer conde de Anhalt. Bernardo I intentó en 1212, y Anhalt, separado de Sajonia, pasado a su hijo Enrique, quien en 1218 asumió el título de príncipe y fue el verdadero fundador de la casa de Anhalt. Enrique aparece incluido entre los Minnesingers en el Codex Manesse.

## Príncipes de Anhalt

División de Anhalt en 1252 entre los tres hijos de Enrique I.
Anhalt-Aschersleben (1252-1315)
Anhalt-Bernburg (1252-1468)
Anhalt-Zerbst (1252-1396)

A la muerte de Enrique en 1252 sus tres hijos dividieron el principado, fundando las líneas de Aschersleben (1252-1315), Bernburg (1252-1468) y Zerbst (1252-1396). La familia gobernante en Aschersleben se extinguió en 1315, y este distrito fue posteriormente incorporado al vecino obispado de Halberstadt, dividiendo así el territorio de Anhalt-Bernburg en dos piezas separadas. El último príncipe de la línea original de Anhalt-Bernburg murió en 1468 y sus tierras fueron heredadas por los príncipes de la única línea que quedaba, la de Anhalt-Zerbst. El territorio perteneciente a esa rama de la familia había sido dividida en 1396, y después de la adquisición de Bernburg, el príncipe Jorge I hizo una última partición de Zerbst (Zerbst y Dessau). A principios del siglo XVI, debido a la muerte o la abdicación de varios príncipes, la familia había quedado reducida a las dos ramas de Anhalt-Köthen (1396-1561) y Anhalt-Dessau (ambas procedentes de Anhalt-Dessau en 1471).
Wolfgang de Anhalt, llamado "El confesor", que se convirtió en príncipe de Anhalt-Köthen en 1508, fue el segundo gobernante en el mundo en introducir la reforma en su territorio. Era uno de los firmantes de la Confesión de Augsburgo en 1530, y después de la batalla de Mühlberg en 1547 estaba colocada bajo prohibición imperial y privado de todas sus tierras por Carlos V. Después de la paz de Passau en 1552 compró su principado, pero como no tenía hijos lo entregó a 1562 a sus parientes, los príncipes de Anhalt-Dessau. Ernesto de Anhalt-Dessau (m. 1516) dejó a tres hijos, Juan II, Juan III, y Joaquín, que gobernó conjuntamente sus tierras durante muchas tierras y favoreció las doctrinas reformadas, que así se convirtió en dominante en Anhalt. Alrededor de 1546 los tres hermanos dividieron su principado y fundaron las líneas de Zerbst, Plötzkau y Dessau. Esta división, sin embargo, fue solo temporal, como la adquisición de Köthen, y una serie de muertes entre los príncipes gobernantes, permitió a Joaquín Ernesto, un hijo de Juan II, reunir todo Anhalt bajo su gobierno en 1570.
Joaquín Ernesto murió en 1586, y sus cinco hijos gobernaron la tierra en común hasta 1603, cuando Anhalt fue de nuevo dividida, y las líneas de Dessau, Bernburg, Plötzkau, Zerbst y Köthen se volvieron a fundar. El principado fue saqueado durante la guerra de los Treinta Años, y en la primera parte del conflicto Cristián I de Anhalt-Bernburg asumió un papel importante. En 1635 se llegó a un acuerdo entre los varios príncipes de Anhalt para autorizar al miembro mayor de la familia a representar el principado en su conjunto. Esta forma de proceder probablemente se debió a la necesidad de mantener una apariencia de unidad en vista del estado perturbado de las políticas europeas en esa época.

División de Anhalt (1747-1793).
Anhalt-Zerbst (1252-1315)
Anhalt-Bernburg (1252-1468)
Anhalt-Dessau
Anhalt-Köthen

En 1665 la rama Anhalt-Köthen se extinguió, y de acuerdo con la familia el distrito fue heredado por Lebrecht de Anhalt-Plötzkau, quienes rindieron Plötzkau a Bernburg y tomaron el título de príncipes de Anhalt-Köthen. En el mismo año los príncipes de Anhalt decidieron que si cualquier rama de la familia se extinguiera sus tierras deberían ser igualmente divididas entre el resto de las ramas. Este arreglo fue llevado a cabo después de la muerte de Federico Augusto de Anhalt-Zerbst en 1793, y Zerbst quedó dividido entre los tres príncipes restantes. Durante esos años la política de los diferentes príncipes fue marcada, quizá intencionalmente, por una considerable uniformidad. Una o dos veces, el calvinismo era favorecido por uno de los príncipes, pero en general la casa fue leal a las doctrinas de Martín Lutero. El crecimiento de Prusia hizo que Anhalt tuviera un formidable vecino, y el establecimiento y práctica de la primogenitura en todas las ramas de la familia evitó ulteriores divisiones del principado.

## Ducados delsigloXIX
En 1806 Napoleón elevó los restantes principados de Anhalt-Bernburg, Anhalt-Dessau y Anhalt-Köthen a ducados. (Anhalt-Plötzkau y Anhalt-Zerbst había entretanto dejado de existir.) Esos ducados fueron reunidos en 1863 para formar un único ducado de Anhalt, de nuevo debido a la extinción de las líneas de Köthen y Bernburg. El nuevo ducado estaba formado por dos grandes secciones: Anhalt oriental y Anhalt occidental, separadas por la interposición de una parte de la provincia de Sajonia prusiana, y cinco exclaves rodeados por territorio prusiano, esto es Alsleben, Mühlingen, Dornburg, Goednitz y Tilkerode-Abberode. La parte oriental, la más grande del ducado, quedó encerrada por el distrito gubernamental de Prusia de Potsdam (en la provincia prusiana de Brandeburgo), y Magdeburgo y Merseburgo (perteneciente a la provincia prusiana de Sajonia). La parte oeste más pequeña (el llamado Ducado Superior o Ballenstedt) fue también encerrado por los dos posteriores distritos así como por el ducado de Brunswick-Luneburgo.
La capital de Anhalt (cuando era un estado unido) fue Dessau.
En 1918 Anhalt se convirtió en un estado dentro de la República de Weimar (véase Estado Libre de Anhalt). Después de la Segunda Guerra Mundial estaba unida con la anterior provincia prusiana de Sajonia, formando el nuevo estado de Sajonia-Anhalt. El estado fue disuelto en 1952 por el gobierno de la República Democrática Alemana, pero fue restablecida antes de la reunificación alemana y es ahora uno de los Bundesländer de Alemania

## Estado de Sajonia-Anhalt

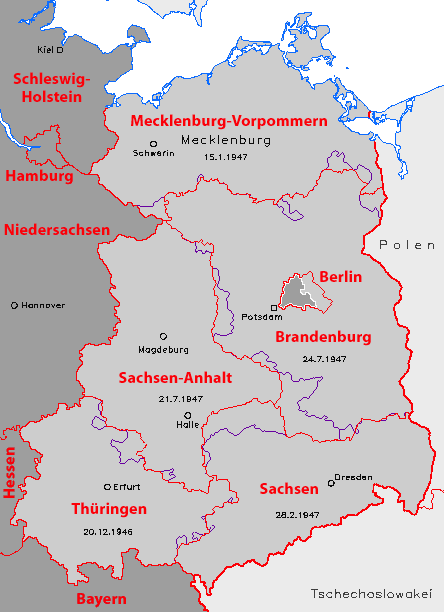
Los estados de la anterior Alemania Oriental. Las fronteras modernas se muestran en rojo mientras que las fronteras anteriores a 1952 se muestran en púrpura.

Sajonia-Anhalt se formó como una provincia de Prusia en 1945, de los territorios de la anterior provincia de Sajonia prusiana (excepto el Regierungsbezirk Erfurt), el Estado Libre de Anhalt, el Estado Libre de Brunswick (Calvörde y la parte oriental del anterior distrito de Blankenburg) y la ciudad anteriormente turingia de Allstedt. Véanse los respectivos artículos de la historia del área antes de 1945.
Cuando Prusia fue desmantelada en 1947, la provincia se convirtió en el estado de Sajonia-Anhalt. Se convirtió en parte de la República Democrática Alemana (Alemania del Este) en 1949. Desde 1952 a 1990 Sajonia-Anhalt fue dividida en los distritos alemanes del Este de Halle y Magdeburgo. En 1990, en el curso de la reunificación alemana, los distritos fueron reintegrados como un estado.

## Geografía
La tierra configura un paisaje ondulado en el oeste y montañosa en el extremo noroeste, donde forma parte del macizo del Harz, el pico Ramberg marcando la elevación más alta de 579 m s. n. m. Del Harz el país suavemente desciende al río Saale, y es fértil entre ese río y el Elba. Al este del Elba, la tierra es en su mayor parte una llanura arenosa, con extensos bosques de pino entremezclados con tierras de turba y ricos pastos. El Elba es el río principal que corta con la porción oriental del anterior ducado de este a oeste y uniéndose al Mulde en Rosslau. El Saale es navegable y asume una dirección hacia el norte a través de la porción central del territorio y recibe, por la derecha, al Fuhne y, por la izquierda, a los ríos Wipper y Bode.
El clima es en general suave, menos que en las regiones altas del suroeste. La zona del anterior ducado es 2300 km², y la población en 1905 era de 328.007 personas, con una porción de alrededor de 909 hab./km².

## Estructura política y religiosa
El país estaba dividido en los distritos de Dessau, Köthen, Zerbst, Bernburg y Ballenstedt, Bernburg siendo la más populosa y Ballenstedt la menos. Cuatro ciudades —Dessau, Bernburg, Köthen y Zerbst— tenía poblaciones que superaban las 20.000 personas. Los habitantes del anterior ducado, que principalmente pertenecían a la Alta Sajonia, eran, con la excepción de alrededor de 12.000 católicos y 1700 judíos, miembros de la Iglesia evangélica (unión). La suprema autoridad eclesiástica era el consistorio en Dessau. Un sínodo de 39 miembros, elegidos por seis años, reunidos en períodos a deliberar sobre asuntos internos en relación con la organización de la iglesia. Los católicos dependían del obispado de Paderborn.
En virtud de una ley fundamental, proclamada el 17 de septiembre de 1859 y posteriormente modificado por varios decretos, el ducado era una monarquía constitucional. El duque llevaba el título de "Alteza" y ostentaba el poder ejecutivo mientras compartía poderes legislativos con los estados. La dieta (Landtag) estaba formada por treinta y seis miembros, de los cuales dos estaban nombrados por el duque, ocho eran representantes de terratenientes que pagaban los impuestos más altos, dos estaban elegidos de entre los más altos miembros reunidos de las clases comerciales y manufactureras, catorce eran electores de las ciudades y diez representaban a los distritos rurales. Estos representantes estaban elegidos por seis años mediante voto indirecto y debía haber completado su 25 años de edad. El duque gobernó a través de un ministro de estado, quien dirigía los distintos departamentos —finanzas, interior, educación, veneración pública y estadísticas—.